# Лыжные гонки на чемпионате мира по лыжным видам спорта 2017 — эстафета 4×10 км (мужчины)
Соревнования в эстафетной гонке 4 по 10 км среди мужчин на чемпионате мира по лыжным видам спорта 2017 года в Лахти прошли 3 марта.
Сборные Норвегии и России задолго до последнего этапа значительно оторвались от всех соперников. Перед последним этапом Финн-Хоген Крог (впервые с 2007 года финишёром у норвежцев был не Петтер Нортуг), благодаря усилиям на третье этапе Мартина Йонсруда Сундбю, имел преимущество в 17 секунд перед россиянином Сергеем Устюговым. Устюгов несколько раз вплотную подбирался с норвежцу, но в итоге Крог сумел удержать преимущество и принести своей команде победу. Устюгов отстал на финише на 4,6 сек. 
Норвежцы выиграли золото в эстафете на 9-м чемпионате мира подряд. Россияне стали вторыми в эстафете впервые с 2007 года. Шведы, которые были вторыми в эстафете на чемпионатах мира 2011, 2013 и 2015 годов, на этот раз стали третьими. Швейцарцы, даже несмотря на сравнительно неудачное выступления своего лидера Дарио Колоньи, были близки к своей первой в истории медали в эстафетах на чемпионатах мира, но уступили в борьбе за бронзу шведам всего 0,2 сек.

## Медалисты
| Золото                                                                              | Серебро                                                                              | Бронза                                                                           |
| Норвегия · Дидрик Тёнсет · Никлас Дюрхауг · Мартин Йонсруд Сундбю · Финн-Хоген Крог | Россия · Андрей Ларьков · Александр Бессмертных · Алексей Червоткин · Сергей Устюгов | Швеция · Даниэль Риккардссон · Юхан Ульссон · Маркус Хельнер · Калле Хальварссон |

## Результаты
| Место | Номер | Страна    | Спортсмены                                                                     | Время                                     | Отставание |
| ----- | ----- | --------- | ------------------------------------------------------------------------------ | ----------------------------------------- | ---------- |
| 1     | 1     | Норвегия  | Дидрик Тёнсет Никлас Дюрхауг Мартин Йонсруд Сундбю Финн-Хоген Крог             | 1:37:20.1 21:43.2 21:35.7 26:32.5 27:28.7 |            |
| 2     | 4     | Россия    | Андрей Ларьков Александр Бессмертных Алексей Червоткин Сергей Устюгов          | 1:37:24.7 21:40.3 21:38.1 26:50.7 27:15.6 | +4.6       |
| 3     | 2     | Швеция    | Даниэль Риккардссон Юхан Ульссон Маркус Хельнер Калле Хальварссон              | 1:39:51.9 22:17.6 22:37.7 26:28.8 28:27.8 | +2:31.8    |
| 4     | 5     | Швейцария | Джейсон Реш Йонас Бауман Дарио Колонья Курдин Перль                            | 1:39:52.1 22:11.6 22:11.1 27:02.0 28:27.4 | +2:32.0    |
| 5     | 8     | Финляндия | Сами Яухоярви Ийво Нисканен Лари Лехтонен Матти Хейккинен                      | 1:40:02.5 22:09.6 21:39.0 27:49.6 28:24.3 | +2:42.4    |
| 6     | 7     | Германия  | Томас Бинг Йонас Доблер Флориан Ноц Лукас Бёгль                                | 1:40:02.9 22:06.2 22:34.7 26:42.7 28:39.3 | +2:42.9    |
| 7     | 3     | Франция   | Жан-Марк Гайяр Морис Манифика Робен Дювийяр Клеман Парисс                      | 1:41:12.1 22:10.9 21:53.8 28:27.0 28:40.4 | +3:52.0    |
| 8     | 6     | Италия    | Франческо де Фабиани Дитмар Нёклер Джандоменико Сальвадори Федерико Пеллегрино | 1:42:49.9 22:45.4 22:29.7 28:45.4 28:49.4 | +5:29.8    |
| 9     | 12    | Казахстан | Алексей Полторанин Денис Волотка Ольжас Климин Евгений Величко                 | 1:42:50.7 22:00.3 23:16.9 28:42.5 28:51.0 | +5:30.6    |
| 10    | 11    | США       | Кайл Брэтруд Эрик Бьорнсен Тед Эллиотт Сайми Хэмилтон                          | 1:42:51.4 23:08.5 22:51.5 28:16.4 28:35.0 | +5:31.3    |
| 11    | 9     | Чехия     | Мартин Якш Лукаш Бауэр Михал Новак Петр Кноп                                   | 1:42:51.9 22:33.3 22:38.8 28:46.9 28:52.9 | +5:31.8    |
| 12    | 10    | Канада    | Грэм Киллик Девон Кершоу Алекс Харви Лен Вальяс                                | LAP 23:45.8 23:45.5 27:15.0 LAP           |            |
| 13    | 14    | Эстония   | Райдо Ранкель Алго Кярп Карел Таммъярв Айвар Рехемаа                           | LAP 23:49.8 22:56.2 29:06.4 LAP           |            |
| 14    | 16    | Румыния   | Паул Константин Пепене Михай Попа Петрикэ Ходжу Алин Флорин Чоанкэ             | LAP 23:34.8 24:43.6 LAP                   |            |
| 15    | 13    | Польша    | Доминик Бури Ян Антолец Мацей Старега Павел Клиш                               | LAP 23:35.3 24:26.3 LAP                   |            |
| 16    | 15    | Украина   | Алексей Красовский Андрей Орлик Руслан Перехода Олег Елтуховский               | LAP 24:14.4 25:47.0 LAP                   |            |